# René Jeannel
René Gabriel Jeannel (ur. 23 marca 1879 w Paryżu, zm. 20 lutego 1965 tamże) – francuski przyrodnik, zoolog, botanik, geolog, paleontolog. 

## Życiorys
Dyrektor Muzeum Historii Naturalnej w Paryżu w latach 1945–1951. 

## Znaczenie w historii nauki

### Osiągnięcia naukowe
Specjalizował się w systematyce chrząszczy Carabidae, Catopidae, Pselaphidae i Leiodidae oraz w badaniach nad fauną jaskiń. Odegrał szczególną rolę w rozpowszechnieniu badań nad edeagusami jako metody w systematyce Coleoptera.

### Wybrane publikacje
- Faune de France: Coléoptères Carabiques (tom 1, 1941[5]; tom 2, 1942[6])